# NGC 6194
NGC 6194 is een elliptisch sterrenstelsel in het sterrenbeeld Hercules. Het hemelobject werd op 27 april 1827 ontdekt door de Britse astronoom John Herschel.

## Synoniemen
- MCG 6-36-54
- ZWG 196.82
- KUG 1634+363
- PGC 58598